# Татищев, Михаил Юрьевич
Михаил Юрьевич Татищев (1620 — 17 [28] апреля 1701) — русский военный и государственный деятель, стольник, воевода, думный дворянин, окольничий и боярин во времена правления Алексея Михайловича, Фёдора Алексеевича, правительницы  Софьи Алексеевны, Ивана V и Петра I Алексеевичей.
Из дворянского рода Татищевы. Единственный сын воеводы Юрия Игнатьевича Татищева. Единственный представитель рода, который получил боярство.

## Биография
В 1636-1678 годах стольник. В 1641-1646 годах с перерывами служил в Туле в полках под командованием князей Якова Куденетовича Черкасского и Григория Семёновича Куракина. В 1646 году находился на службе в полку князя А. Н. Трубецкого, в 1647 году — на службе в Ливнах в полку князя Г. С. Куракина.
В январе 1648 года на свадьбе царя Алексея Михайловича с Марией Ильиничной Милославской, был пятым для ношения пития боярам за государевым столом в Грановитой палате, а на следующий день там же «пить носил перед бояры в большой стол». В апреле и сентябре 1651 года сопровождал царя в богомольных «походах» по монастырям.
В 1655 году участвовал в русско-польской войне (1654—1667), служил под Дубровной в Передовом полку князя Никиты Ивановича Одоевского. 25 января 1660 года вместе с князем Н. И. Одоевским отправлен в город Борисов, на съезд с польско-литовскими комиссарами «для мирного постановления». В феврале 1662 года в Смоленске вновь встречался с польскими комиссарами, в чине второго дворянина. 19 февраля 1664 года за царским обедом в честь английского посла Чарльза Говарда «ставил есть пред великим государем». В 1668-1669 годах находился на службе в Севске в полку под командованием князя Григория Семёновича Куракина и под Глуховом в полку князя Петра Алексеевича Долгорукова.
12 ноября 1671 года был за царским столом, где в честь польских послов «есть ставил пред бояры». В 1670 и 1673-1675 годах на воеводстве в Арзамасе. В 1676-1677 годах воевода в Ростове.
В связи с женитьбой его внучки Прасковьи Фёдоровны на царе Иване V, то 24 августа 1684 года пожалован в думные дворяне, а через пять дней пожалован окольничим. Часто сопровождал царя Ивана Алексеевича в его поездках в Троицкий, Воскресенский и другие монастыри. 25 января 1688 года назначен первым воеводой в Архангельск (на Двине), где пробыл до середины 1690 года.
2 февраля 1691 года пожалован в бояре. При царях Иване V и Петре I в Боярской думе показан пятьдесят третьим бояриным.
Его поместный оклад — 1000 четвертей и денежный оклад — 384 рубля.
Умер 28 апреля (по новому стилю) 1701 года, похоронен в родовой усыпальнице в Симоновом монастыре в Москве.

## Семья
Женат дважды:
1). Феодосия Осиповна († 1655) — погребена в Симоновом монастыре:
- Татищев Иван Михайлович Большой († 1689) — думный дворянин и окольничий.

2). Боярыня Авдотья Максимовна:
- Татищев Даниил Михайлович[4] — комнатный стольник и воевода.
- Татищев Иван Михайлович Меньшой (1665-1710) — дневал и ночевал перед гробом царя Фёдора Алексеевича в Архангельском соборе (1682), комнатный стольник (1703).
- Татищева Анна Михайловна (ум. 1702) — жена Александра-Фёдора Петровича Салтыкова.

Внучка — царицы Салтыкова, Прасковья Фёдоровна (1664-1723) — жена царя Ивана V Алексеевича (с 1684).
Правнучка — Анна Иоанновна (1693-1740) — российская императрица (1730-1740).

## Сочинения
- Послание царю.

Послание,  по-видимому, написано в середине 40-х гг. XVII века, так как в именовании  царя  ("благочестивый", "славный", "богомудрый", "милостивый" и др.)  здесь  нет  определения  "тишайший",  вошедшего  в  титул Алексея Михайловича  (1645-1676).  Зато  адресат  послания  называется  "любителем и хранителем   изрядным   заповедей   богословных",  "Европы  и  Азии  многих государств...  самодержцем". Именно так обычно именовался отец Алексея, царь — Михаил Фёдорович (1613-1645). В  послании  прочитывается акростих: "Великий Господарь благочестивый царь пощади своего холопа Михалка Татищева вели Господарь быти при своих царских светлых очах...".